# Tóth Gábor (tanár)
Tóth Gábor (Szentpéter, 1833. február 6. – Budapest, 1883. február 9.) kereskedelmi akadémiai tanár.

## Élete
A Komárom megyei Szentpéteren született, ahol apja, Tóth Pál református lelkész 1836-ban elhalálozott.
Hat gimnáziumi osztályt végzett; miután fájós szemei miatt tanulmányait folytatni nem tudta, nevelő nagyapja, Tóth Sámuel pedig még 1846-ban meghalt, özvegy anyja Komáromba adta szappanos mesterséget tanulni, mely iparágban Bécsben több évig volt segéd.
1854-ben mint közlegény a 32. gyalogezredbe soroztatta magát, ahol rövid idő alatt őrmester lett. Ekkor katonai tanulmányait folytatva, 1859. február 28-án hadnaggyá nevezték ki. Részt vett a solferinói ütközetben, amikor súlyosan megsebesült. Bécsbe vitték, ahol 40 napig feküdt. Később Felsőgellérre (Komárom megye) édesanyjához ment, ahol egy évig hordta felkötve sebesült karját.
Teljesen felépülve ismét bevonult ezredéhez, mellyel 1863-ban Brünnben tartózkodott. Itt a politechnikumban a fogyasztási adó körüli eljárás tanulmányozására nyitott tanfolyamot hallgatta, és 1864. március 2-án vizsgázott. Triesztben az áruisme- és vámügyi eljárás tanfolyamát hallgatta, és 1864. augusztus 19-én ebből is vizsgázott.
1864 végén főhadnagy lett. 1866-67-ben Triesztben az Instituto superiore di commerciót látogatta, melynek végeztével minden tantárgyból kitűnő eredményt mutatott fel. 1867. október 1-jén lett a pesti kereskedelmi akadémia számtani tanára. A hadseregből azon év október 14-én bocsátották el véglegesen. 1875. március 5-én a reáltárgyi tanárvizsgáló bizottság a kereskedelmi könyvviteltan és a kereskedelmi és politikai számtan tanítására képesítette. Gégebaja következtében 1883. február 9-én meghalt Budapesten.

## Nagyobb tanulmánya
- Kölcsönök és évjáradékkal törlesztendő értékpapirok százalékának kiszámítása példákkal megvilágosítva (a kereskedelmi akadémia 1871. Jelentésében).

## Műve
- Kereskedelmi számtan. Kereskedelmi középtanodák számára s magántanulmányozásra, különös tekintettel a budapesti kereskedelmi akadémia tantervére. II. rész. Arany-, ezüst- és éremszámítás. Bpest, 1880. (I. rész nem jelent meg).